# Dret de conquesta
El Dret de conquesta és el dret d'un conqueridor d'un territori pres per la força de les armes. Tradicionalment era un principi de dret internacional que en els temps moderns ha anat desapareixent progressivament fins a la seva prohibició després de la Segona Guerra Mundial, quan el crim de la guerra d'agressió va ser codificat per primera vegada en els Principis de Nuremberg i a continuació per les Nacions Unides en la Resolució 3314.
La finalització de la conquesta colonial de gran part del món, la devastació de la Primera Guerra Mundial i la Segona Guerra Mundial, i l'adhesió tant dels Estats Units com de la Unió Soviètica amb el principi d'Autodeterminació va portar a l'abandó del dret de conquesta en el dret internacional formal. El Pacte Briand-Kellogg del 1928, els posteriors Judicis de Nuremberg el 1945, la Carta de les Nacions Unides, i el paper de l'ONU en la descolonització va contribuir decisivament en el desmantellament progressiu d'aquest dret. Per contra, la Carta de les Nacions Unides garanteix el principi d'Integritat territorial dels estats membres de l'organització, congelant les demandes contra les conquestes històriques ocorregudes amb anterioritat a aquest procés.
Felip V d'Espanya va invocar el dret de conquesta per abolir la legislació (furs i constitucions) i les institucions representatives dels estats de la Corona d'Aragó (Aragó, València, Mallorca i Catalunya), i annexionar-los així al regne de Castella.